# San José Candelaria
San José Candelaria är en ort i Mexiko.   Den ligger i kommunen La Trinitaria och delstaten Chiapas, i den sydöstra delen av landet, 900 km sydost om huvudstaden Mexico City. San José Candelaria ligger 763 meter över havet och antalet invånare är 213.
Terrängen runt San José Candelaria är platt åt nordost, men åt sydväst är den kuperad. Runt San José Candelaria är det ganska glesbefolkat, med 47 invånare per kvadratkilometer. Närmaste större samhälle är La Gloria, 2,3 km nordost om San José Candelaria. Omgivningarna runt San José Candelaria är en mosaik av jordbruksmark och naturlig växtlighet.